# Berliet VP
Mit Berliet VP bezeichnete der französische Kraftfahrzeughersteller Berliet eine Anzahl von dreiachsigen Fahrgestellen für leichte Gelände-Kraftfahrzeuge.

## Generelles
Im Jahr 1923 hatte der Kraftfahrzeughersteller Renault ein erstes Dreiachsfahrzeug mit zwei angetriebenen Hinterachsen entwickelt, den Renault Type MH. Berliet folgte ab dem Jahr 1925 mit einer Anzahl ähnlicher Fahrzeuge, deren Bezeichnungen alle mit dem Kürzel „VP“ begannen. Hier bei stand V für „voiture“, womit Berliet einen PKW oder leichten LKW (mit bis zu drei Tonnen Nutzlast) kennzeichnete. Mit „P“ als zweitem Buchstaben wurden im Hause Berliet grundsätzlich Dreiachsfahrzeuge bezeichnet. Sie waren vor allen Dingen für den Einsatz beim Militär gedacht und wurden auch von der französischen Armee ausgiebig erprobt. Im Gegensatz zum Renault Type MH blieben die Fahrzeuge aber fast alle Einzelstücke oder wurden bestenfalls in Kleinstserien hergestellt. Die nachfolgende Aufzählung umfasst alle bis 1945 bei Berliet gebauten Fahrzeuge mit diesem Typenkürzel, sie sind in alphabetischer (nicht in historischer) Reihenfolge gelistet.

## Berliet VPB

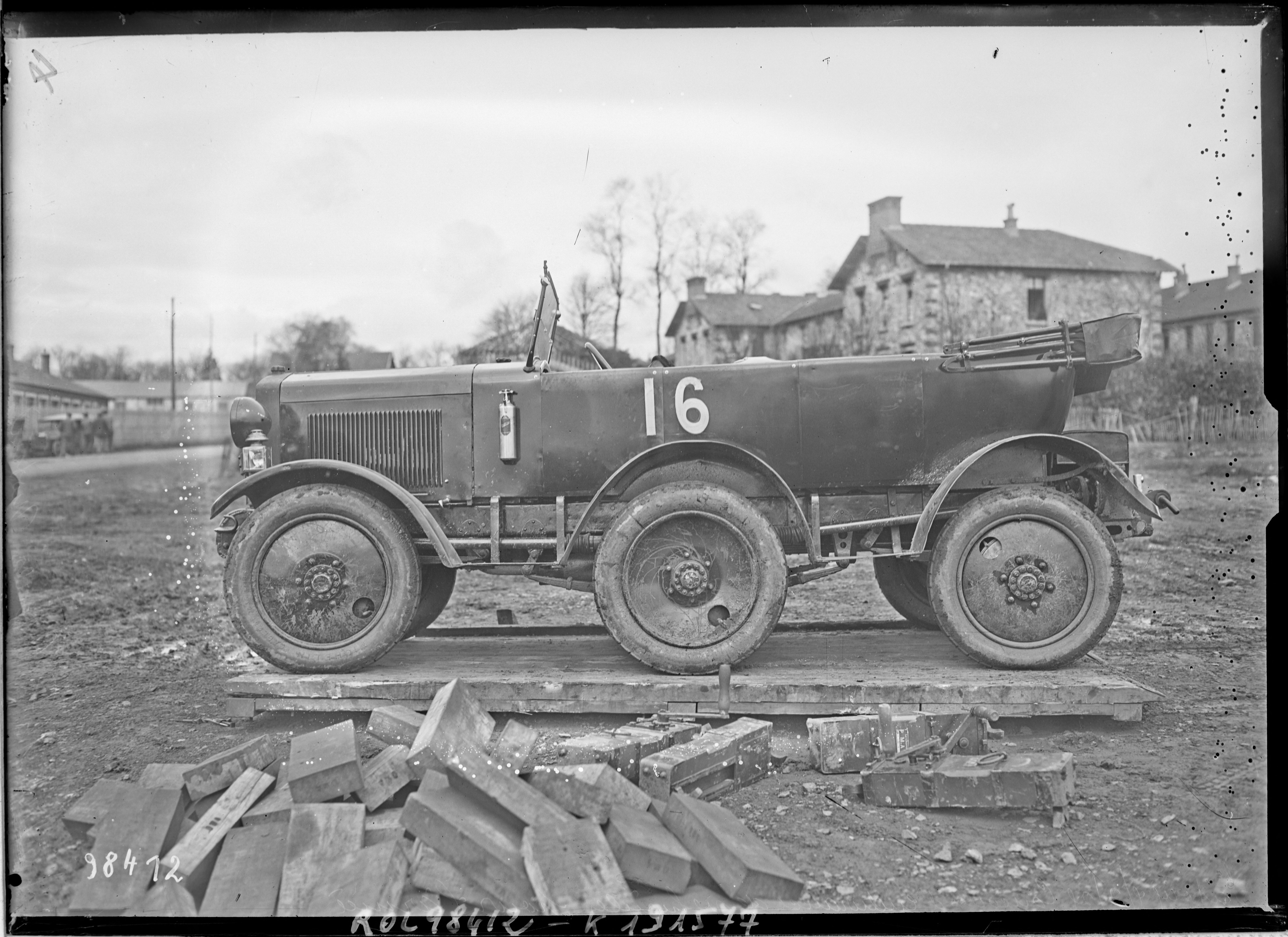
Berliet VPB (16CV) am 4. Februar 1925 bei Erprobung durch die französische Armee

Von diesem Typ gibt es lediglich das nebenstehende Foto mit Beschreibung und sonst keine Unterlagen. Bekannt ist, dass das Fahrzeug im Februar 1925 umfangreich durch die französische Armee erprobt wurde. Es war damit das erste Dreiachsfahrzeug von Berliet mit Allradantrieb (6×6). Aus der ergänzenden Bezeichnung „16CV“ ist zu schließen, dass es einen wassergekühlten Ottomotor vom Typ MD5 hatte: vier Zylinder, eine Bohrung von 90 und einen Hub von 130 mm, also einen Hubraum von 3308 cm³, der Motor gab seine nicht genannte Höchstleistung bei 1500/min ab. Steuerlich war das Fahrzeug mit 16 Steuer-PS eingestuft.

## Berliet VPC
Das Fahrzeug war ein Panzerspähwagen. Ein Prototyp entstand 1927. Die französische Armee erprobte das Fahrzeug, kaufte aber nichts. Schließlich bestellte Portugal zwei Stück, die die allgemeine Betriebserlaubnis im August 1932 erhielten und anschließend geliefert wurden.
Der wassergekühlte Ottomotor des Fahrzeugs vom Typ MLU hatte sechs Zylinder, eine Bohrung von 95 und einen Hub von 140 mm, also einen Hubraum von 5954 cm³. Steuerlich war das Fahrzeug mit 23 Steuer-PS eingestuft. Das Getriebe hatte sechs Vorwärtsgänge, dazu einen Rückwärtsgang und ein Vorgelegegetriebe. Alle drei Achsen waren angetrieben (6×6). Das bloße Chassis wog 5200 kg, das Gefechtsgewicht des Fahrzeuges 10.500 kg. Die an Portugal gelieferten Fahrzeuge waren 4,91 m lang, 2,10 m breit und 2,66 m hoch. Die Besatzung bestand aus vier Mann. Bewaffnet war das Fahrzeug mit einer 37-mm-Kanone TR-16 (SA17) und einem 8-mm-MG in einem um 360° drehbaren Turm. Der Motor leistete 90 effektive PS, das Fahrzeug erreichte damit eine Höchstgeschwindigkeit von 55 km/h.

## Berliet VPD

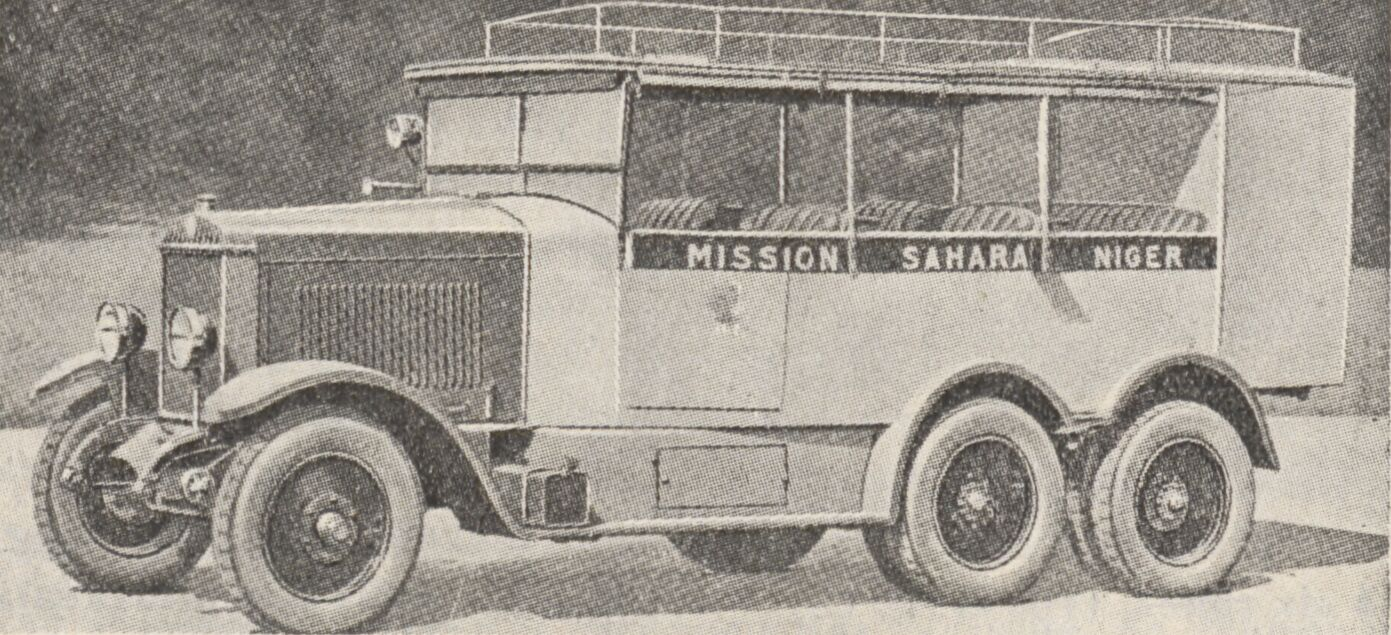

Der Berliet VPD erhielt seine allgemeine Betriebserlaubnis im Oktober 1926, er war damit das erste Dreiachsfahrzeug von Berliet. Der Betriebserlaubnis gingen umfangreiche Tests des Fahrzeugs durch die französische Armee im Sommer 1925 voraus. Das Fahrzeug war einerseits für das Militär, andererseits aber auch für zivilen Gebrauch (z. B. Expeditionen) in den Kolonien gedacht. Sein wassergekühlter Ottomotor vom Typ MD9 hatte vier Zylinder, eine Bohrung von 90 und einen Hub von 130 mm, also einen Hubraum von 3308 cm³, und gab seine nicht genannte Höchstleistung bei 1500/min ab. Steuerlich war das Fahrzeug mit 16 Steuer-PS eingestuft. Das Getriebe hatte vier Vorwärtsgänge, dazu einen Rückwärtsgang und ein Vorgelegegetriebe. Der Radstand wird mit 2,95 m zwischen Vorderachse und vorderer Hinterachse angegeben, mit 1,06 m zwischen beiden Hinterachsen. Alle Räder waren (ähnlich wie beim Renault Type MH) doppelt bereift, um ein Einsinken des Fahrzeugs im Wüstensand zu verhindern. Damit maß die äußere Spur vorne 1,82 und hinten 1,72 m, die innere vorne 1,45 und hinten 1,45 m. Angetrieben waren beide Hinterachsen (6×4). Das Fahrzeug war 5,25 m lang.
Es gab mindestens ein zweites Fahrzeug mit gleicher Typenbezeichnung, allgemeine Betriebserlaubnis erteilt am 3. November 1927. Die technischen Daten, soweit überliefert, waren identisch. Er hatte allerdings kein Vorgelegegetriebe.

## Berliet VPDB
Dem Fahrzeug wurde die allgemeine Betriebserlaubnis Ende September 1927 erteilt.
Sein wassergekühlter Ottomotor vom Typ MLC hatte sechs Zylinder, eine Bohrung von 95 und einen Hub von 140 mm, also einen Hubraum von 4086 cm³, er und gab seine nicht genannte Höchstleistung bei 1200/min ab. Steuerlich war das Fahrzeug mit 16 Steuer-PS eingestuft. Das Getriebe hatte vier Vorwärtsgänge, dazu einen Rückwärtsgang. Die zwei Hinterachsen waren angetrieben (6×4). Das bloße Chassis wog 2700 kg, die maximale Nutzlast 2500 kg.

## Berliet VPDC
Der Berliet VPDC war in jedem Fall als LKW anzusprechen. Er erhielt seine allgemeine Betriebserlaubnis im August 1928. Sein wassergekühlter Ottomotor vom Typ MLK hatte vier Zylinder, eine Bohrung von 95 und einen Hub von 140 mm, also einen Hubraum von 3969 cm³, und gab seine nicht genannte Höchstleistung bei 1200/min ab. Steuerlich war das Fahrzeug mit 15 Steuer-PS eingestuft. Das Getriebe hatte vier Vorwärtsgänge, dazu einen Rückwärtsgang und ein Vorgelegegetriebe. Das Fahrgestell ohne Aufbau wog 4000 kg, die maximale Nutzlast war 4000 kg. Angetrieben waren eine der beiden Hinterachsen (6×2).

## Berliet VPDE
Auch der Berliet VPDE war ein geländegängiger LKW. Er erhielt seine allgemeine Betriebserlaubnis im März 1930. Sein wassergekühlter Ottomotor vom Typ MLB hatte vier Zylinder, eine Bohrung von 110 und einen Hub von 140 mm, also einen Hubraum von 5322 cm³, und gab seine nicht genannte Höchstleistung bei 1200/min ab. Steuerlich war das Fahrzeug mit 20 Steuer-PS eingestuft. Das Getriebe hatte vier Vorwärtsgänge, dazu einen Rückwärtsgang und ein Vorgelegegetriebe. Das Fahrgestell ohne Aufbau wog 5000 kg, die maximale Nutzlast betrug ebenfalls 5000 kg. Angetrieben waren beide Hinterachsen (6×4).

## Berliet VPDF
Dem Fahrzeug wurde die allgemeine Betriebserlaubnis im Juni 1929 erteilt. Sein wassergekühlter Ottomotor vom Typ MLC hatte sechs Zylinder, eine Bohrung von 95 und einen Hub von 140 mm, also einen Hubraum von 4086 cm³, er gab seine nicht genannte Höchstleistung bei 1200/min ab. Steuerlich war das Fahrzeug mit 16 Steuer-PS eingestuft. Das Getriebe hatte vier Vorwärtsgänge, dazu einen Rückwärtsgang und ein Vorgelegegetriebe. Die zwei Hinterachsen waren angetrieben (6×4). Das bloße Chassis wog 4000 kg.

## Berliet VPDL
Der Berliet VPDL war ein in vielen Punkten dem Berliet VPDC ähnlicher LKW. Er erhielt seine allgemeine Betriebserlaubnis am 7. Dezember 1935. Sein wassergekühlter Ottomotor vom Typ MKU110 hatte sechs Zylinder, eine Bohrung von 110 und einen Hub von 140 mm, also einen Hubraum von 7983 cm³, und gab seine Höchstleistung von 102 PS bei 2000/min ab. Steuerlich war das Fahrzeug mit 30 Steuer-PS eingestuft. Das Getriebe hatte vier Vorwärtsgänge, dazu einen Rückwärtsgang und ein Vorgelegegetriebe. Das Fahrgestell ohne Aufbau wog 6800 kg, das höchstzulässige Gesamtgewicht 13.000 Kg. Angetrieben waren eine der beiden Hinterachsen (6×2). Der Radstand wird mit 4,52 m zwischen Vorderachse und vorderer Hinterachse angegeben, mit 1,60 m zwischen beiden Hinterachsen.

## Berliet VPDM
Der Berliet VPDM war der Prototyp für einen sechsrädrigen Panzerspähwagen. Er erhielt seine allgemeine Betriebserlaubnis im November 1931. Sein wassergekühlter Ottomotor hatte vier Zylinder, eine Bohrung von 110 und einen Hub von 155 mm, also einen Hubraum von 5892 cm³, und gab seine nicht genannte Höchstleistung bei 1200/min ab. Steuerlich war das Fahrzeug mit 23 Steuer-PS eingestuft. Das Getriebe hatte vier Vorwärtsgänge, dazu einen Rückwärtsgang. Das Fahrgestell ohne Aufbau wog 3600 kg. Angetrieben waren beide Hinterachsen (6×4). Es entstand nur ein Stück. Eine weitere Quelle nennt ergänzende Daten: Effektive Höchstleistung 80 PS bei 2400/min, Panzerung 9–20 mm, an der Turmfront 30 mm, 8000 kg Gesamtgewicht, 5 Mann Besatzung, Länge 4,50 m, Breite 2,15 m, Höhe 2,60 m, Höchstgeschwindigkeit 65 km/h, Bewaffnung; eine 37-mm-Kanone Puteaux SA18 und ein 7,5 mm-MG im um 360° drehbaren Turm.

## Berliet VPDS
Der Berliet VPDS war ein schwerer geländegängiger Sechsrad-PKW, er erhielt seine allgemeine Betriebserlaubnis im Mai 1937. Sein wassergekühlter Ottomotor vom Typ MKR hatte vier Zylinder, eine Bohrung von 80 und einen Hub von 120 mm, also einen Hubraum von 2413 cm³, und gab seine nicht genannte Höchstleistung bei 3200/min ab. Steuerlich war das Fahrzeug als Lieferwagen mit 12, als PKW mit 14 Steuer-PS eingestuft. Das Getriebe hatte vier Vorwärtsgänge, dazu einen Rückwärtsgang und ein Vorgelegegetriebe. Das bloße Chassis wog 2000 kg, das höchstzulässige Gesamtgewicht einschließlich Karosserie 6400 kg. Der Radstand wird mit 2,675 m zwischen Vorderachse und vorderer Hinterachse angegeben, mit 1,20 m zwischen beiden Hinterachsen. Angetrieben waren beide Hinterachsen (6×4). Das Fahrzeug war 5,58 m lang und 1,82 m breit.

## Berliet VPDT
Der Berliet VPDT war ein geländegängiger Sechsrad-LKW. Er erhielt seine allgemeine Betriebserlaubnis Ende Oktober 1939, also zu einer Zeit, als der Zweite Weltkrieg bereits begonnen hatte. Sein wassergekühlter Ottomotor vom Typ MKU110 hatte sechs Zylinder, eine Bohrung von 110 und einen Hub von 140 mm, mithin einen Hubraum von 7983 cm³, und gab seine nicht genannte Höchstleistung bei 2550/min ab. Steuerlich war das Fahrzeug mit 30 Steuer-PS eingestuft. Das Getriebe hatte vier Vorwärtsgänge, dazu einen Rückwärtsgang. Das bloße Chassis wog 4800 kg, das höchstzulässige Gesamtgewicht einschließlich Karosserie lag bei 11.000 kg. Der Radstand wird mit 3,11 m zwischen Vorderachse und vorderer Hinterachse angegeben, mit 1,25 m zwischen beiden Hinterachsen. Angetrieben waren eine der beiden Hinterachsen (6×2). Das Fahrzeug war 6,80 m lang und 2,36 m breit.

## Berliet VPE
Der Berliet VPE war ein allradgetriebener Schlepper. Er erhielt seine allgemeine Betriebserlaubnis im Mai 1928. Sein wassergekühlter Ottomotor vom Typ MLB hatte vier Zylinder, eine Bohrung von 110 und einen Hub von 140 mm, also einen Hubraum von 5322 cm³, und gab seine nicht genannte Höchstleistung bei 1200/min ab. Steuerlich war das Fahrzeug mit 20 Steuer-PS eingestuft. Das Getriebe hatte sechs Vorwärtsgänge, dazu einen Rückwärtsgang. Das nackte Chassis wog 5700 kg. Angetrieben waren alle drei Achsen (6×6).

## Berliet VPED3
Der Berliet VPED3 war ein dreiachsiger LKW. Er erhielt seine allgemeine Betriebserlaubnis im Februar 1932. Sein wassergekühlter Dieselmotor vom Typ MDB hatte vier Zylinder, eine Bohrung von 120 und einen Hub von 160 mm, also einen Hubraum von 7238 cm³, und gab seine nicht genannte Höchstleistung bei 1200/min ab. Steuerlich war das Fahrzeug mit 28 Steuer-PS eingestuft. Das Getriebe hatte vier Vorwärtsgänge, dazu einen Rückwärtsgang. Das Fahrgestell ohne Aufbau wog 5500 kg, das höchstzulässige Gesamtgewicht betrug 14.000 kg. Angetrieben war eine der beiden Hinterachsen (6×2).

## Berliet VPH
Das Fahrzeug erhielt die allgemeine Betriebserlaubnis im Februar 1932.
Sein wassergekühlter Ottomotor vom Typ MLC2 hatte sechs Zylinder, eine Bohrung von 85 und einen Hub von 120 mm, also einen Hubraum von 4086 cm³. Steuerlich war das Fahrzeug mit 16 Steuer-PS eingestuft. Das Getriebe hatte vier Vorwärtsgänge, dazu einen Rückwärtsgang und ein Vorgelegegetriebe. Alle drei Achsen waren angetrieben (6×6). Das bloße Chassis wog 4000 kg, das höchstzulässige Gesamtgewicht war 8000 kg.

## Berliet VPR
Dem Fahrzeug wurde die allgemeine Betriebserlaubnis am 27. Dezember 1929 erteilt. Sein wassergekühlter Ottomotor des Typs MLS hatte sechs Zylinder, eine Bohrung von 70 und einen Hub von 109 mm, also einen Hubraum von 2517 cm³, er gab seine nicht genannte Höchstleistung bei 1200/min ab. Steuerlich war das Fahrzeug mit 10 Steuer-PS eingestuft. Das Getriebe hatte vier Vorwärtsgänge, dazu einen Rückwärtsgang und ein Vorgelegegetriebe. Beide Hinterachsen waren angetrieben (6×4). Das bloße Chassis wog 2400 kg.
Ein weiteres Fahrzeug mit gleicher Typenbezeichnung erhielt seine allgemeine Betriebserlaubnis drei Monate später am 24. März 1930. Im Gegensatz zum zuerst beschriebenen Modell hatte es Allradantrieb (6×6), alle übrigen Parameter waren, soweit Angaben in den Quellen vorhanden sind, gleich.
Ebenfalls am 24. März 1930 erhielt ein weiteres Fahrzeug, genannt Berliet VPRM, seine allgemeine Betriebserlaubnis. Sein Motor hatte eine um 3 mm vergrößerte Bohrung, der Hubraum maß damit 2737 cm³. Das Gewicht des Chassis ohne Aufbau war auf 2750 kg gestiegen. Auch dieses Modell hatte Allradantrieb (6×6). Es handelte sich um das Fahrgestell für einen Panzerwagen, von dem zwei Stück im Jahr 1930 gebaut und vom französischen Militär in der Gegend von Ouargla in Südalgerien erprobt wurden. Die Fahrzeuge hatten vier Mann Besatzung, eine Panzerung von 4–8 mm, ein Gewicht von 5250 kg, eine Länge von 4,64 m, eine Breite von 1,94 m und eine Höhe von 1,82 m. Die Reichweite auf der Straße betrug 250 km, die Höchstgeschwindigkeit 60 km/h. Die Fahrzeuge waren unbewaffnet. Ein Fahrzeug wurde um 1931/32 seiner Panzerung wieder entkleidet, stattdessen erhielt es als Bewaffnung zwei um 360° drehbare Hotchkiss M1929 sMG in Zwillingslafette als Fliegerabwehrwaffe auf der Ladefläche. Es hieß jetzt Berliet VPR2 und wurde in Toulon zur Fliegerabwehr stationiert. An Daten sind bekannt: Radstand zwischen Vorder- und erster Hinterachse 1,82 m, zwischen erster und zweiter Hinterachse 1,75 m, Länge 4,80 m, 51 effektive PS.

### Originalquellen
Eine Publikation, in der alle vor 1945 gebauten Berliet-Typen individuell abgehandelt wären, gibt es nicht. Neben der unten erwähnten Literatur wurde auf folgende in der Fondation Berliet verwahrte Originalunterlagen zurückgegriffen:
- "Fiches des Mines": Es handelt sich um die Unterlagen zur Erteilung einer allgemeinen Betriebserlaubnis, hierfür ist in Frankreich der "Inspecteur des mines" sachlich zuständig. Diese Unterlagen sind chronologisch geordnet und nummeriert. Nicht zu jedem Typ bzw. Variante gibt es entsprechende Unterlagen, teils, weil sie wohl als Untervarianten eines Typs verstanden wurden, für den eine gesonderte Erlaubnis nicht erforderlich war, teils wohl, weil diese Unterlagen im Laufe der letzten 100 Jahre verlorengegangen sind. Bei Militärtypen gibt es Hinweise, dass eine Betriebserlaubnis direkt durch militärische Dienststellen erfolgte, was entsprechende "fiches des mines" überflüssig machte. Die Quellenbezeichnung lautet: "Fiches No...."
- "Etat des véhicules utilitaires et autobus declares aux mines depuis 1920", eine 15-seitige Zusammenstellung vom 1. Dezember 1941, enthält insbesondere die reservierten Chassisnummernbänder, die jedoch vielfach nicht vollständig ausgeschöpft wurden, einige Typen bzw. Varianten werden nicht erwähnt, Quellenbezeichnung lautet: "Etat S..."
- "Nombre de véhicules construits de 1930 à 1942", siebenseitige Zusammenstellung der zwischen 1930 und 1942 gebauten Stückzahlen an Nutzfahrzeugen, erstellt wohl 1943, erste Seite teilweise irreparabel verderbt, teilweise werden mehrere Typen bzw. Varianten zusammengefasst, Quellenbezeichnung lautet: "Nombre S...."

### Sonstige Quellen
- Monique Chapelle: Berliet. 1. Auflage. EMCE, Saint-Chamond 2016, ISBN 978-2-35740-049-8.
- Marcotte: Le Salon de Poid Lourds. In: La Revue Industrielle. Paris Januar 1929, S. 1–3 (Volltext bei BnF-Gallica – Typenbeschreibungen und Fotografien von Berliet Lastkraftwagen).
- Christophe Puvilland: Berliet 1905–1978, toute la gamme omnibus, autocars, autobus et trolleybus. 1. Auflage. histoire&collections, Paris 2008, ISBN 978-2-35250-059-9.
- Bart Vanderveen: The Observer’s Army Vehicles Directory to 1940. 1. Auflage. Frederick Warne & Co. Ltd., London & New York 1974, ISBN 0-7232-1540-5.
- François Vauvillier: Tous les Berliet militaires 1914–1940, vol. 1: les camions. histoire&collections, Paris 2019, ISBN 978-2-35250-496-2.